# Аавик, Эвальд Орестович
Э́вальд Оре́стович Аа́вик (эст. Evald Aavik; 24 января 1941, Курессааре — 7 мая 2024) — эстонский актёр. 
В 1998 году на кинофестивале «Киношок» получил приз за лучшую мужскую роль (фильм «Георгики»), заслуженный артист Эстонской ССР (1982).

## Биография
Эвальд Аавик родился 24 января 1941 года в городе Курессааре. Окончил Тартускую музыкальную школу им. Хейно Эллера (по классу скрипка). Был актёром театров «Ванемуйне», «Угала» и Таллинского городского театра. Был членом КПСС с 1981 года.
Умер 7 мая 2024 года в возрасте 83 лет.

## Награды
- Заслуженный артист Эстонской ССР (1982).
- Национальная премия Эстонии в области культуры (1999).
- Приз международного кинофестиваля «Киношок» за лучшую мужскую роль в фильме «Георгики» (1998).

## Фильмография
- 1978 — «Скорпион» (эпизодическая роль)
- 1979 — «Гнездо на ветру»
- 1981 — «Рождество в Вигала»
- 1986 — «Игры для детей школьного возраста»
- 1988 — «Русалочьи отмели»
- 1989 — «Доктор Штокман»
- 1992 — «Слеза князя тьмы»
- 1997 — «Семейное событие» (короткометражный)
- 1998 — «Георгики»
- 2009 — «Искушение святого Тыну»